# Bernardino de Cárdenas y Carrillo de Albornoz
Bernardino de Cárdenas y Carrillo de Albornoz († 7 de octubre de 1571), fue un noble y militar aventurero español, II señor de Colmenar de Oreja y Monchares, alcalde mayor de los Hijosdalgos de Castilla.

## Biografía
Hijo de Gutierre de Cárdenas, I señor de Colmenar de Oreja y de Mencía Carrillo de Albornoz, señora de la Casa de Albornoz. 
En 1565 junto a otros caballeros aventureros se embarcó en Barcelona para ir a Sicilia, desde donde salió el 25 de agosto con el virrey García de Toledo, para participar en el socorro de Malta. El 11 de septiembre del mismo año luchó a las órdenes de Álvaro de Sande en la última batalla que obligó a los turcos a abandonar definitivamente la isla.
Tomó parte, también como aventurero, en la batalla de Lepanto, encargándose de defender la popa de la galeaza Capitana por orden de don Juan de Austria. Murió días después de la batalla a consecuencia de la caída que sufrió al ser derribado por un proyectil de falconete que impactó en la rodela.
El Papa san Pío V, donó a su hija Luisa de Cárdenas y Zúñiga, heredera del señorío de Colmenar de Oreja, esposa (1606) del Principe Carlos Filiberto I de Este, un crucificado procedente del oratorio privado del Papa, como galardón y recuerdo de la batalla. Una réplica de la talla original, destruida durante la Guerra Civil, se sigue venerando en la ermita del Cristo del Humilladero de Colmenar de Oreja.
Estuvo casado con Inés de Zúñiga, señora de Villoria y Huélamo y marquesa de la Laguna con la que tuvo dos hijas, Luisa y Mencía.